# ポルシェ・904
ポルシェ・904（Porsche 904 ）は、ポルシェが開発したレーシングカーである。正式名称はポルシェ・カレラGTS（Porsche Carrera GTS ）。
国際自動車連盟（FIA）のGT2クラスに合わせて作られ、1964年春にレースデビューした。ホモロゲーションを取得するため100台以上が生産され、市販もされた。

## 概要
ポルシェのレース活動がF1からスポーツカーへと移行する過程で生まれた本格的レーシングモデルである。しかし完全な競技専用車ではなく、生産性や日常的な扱いやすさも考慮されている。「アマチュアレーサーがレースコースへ自走していけるスポーツカー」として、サーキットから公道ラリーまでオールラウンドに活躍した。
1963年末の発表後半年あまりで110台を生産し、1964年4月にGT2クラスのホモロゲーションを取得。さらに20台が追加生産された。4気筒エンジンの量産型のほか、10台は6気筒バージョンの904/6、6台は8気筒バージョンの904/8とされ、ワークスマシンとして使用された。

### エンジン

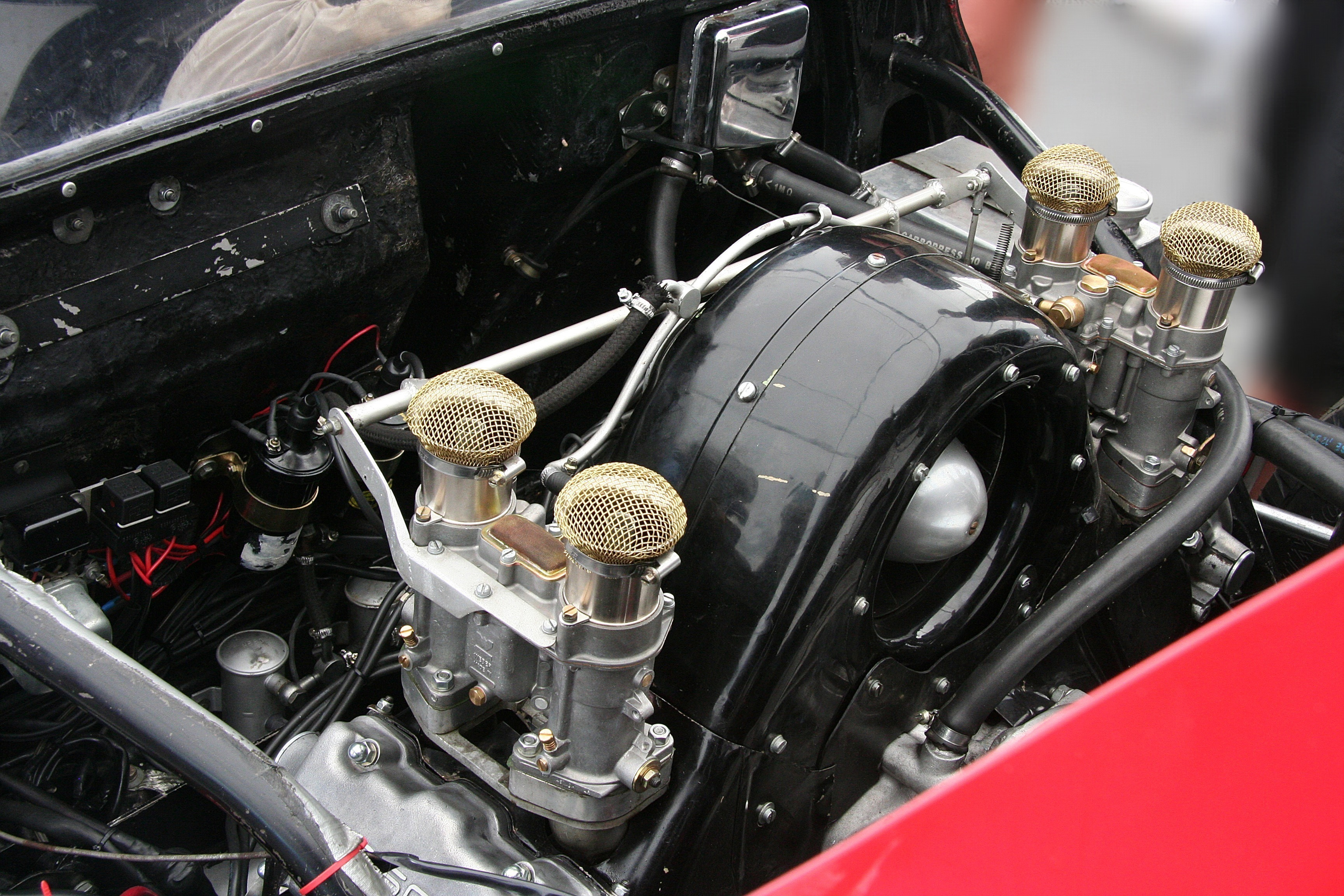
ポルシェ・587/3型エンジン

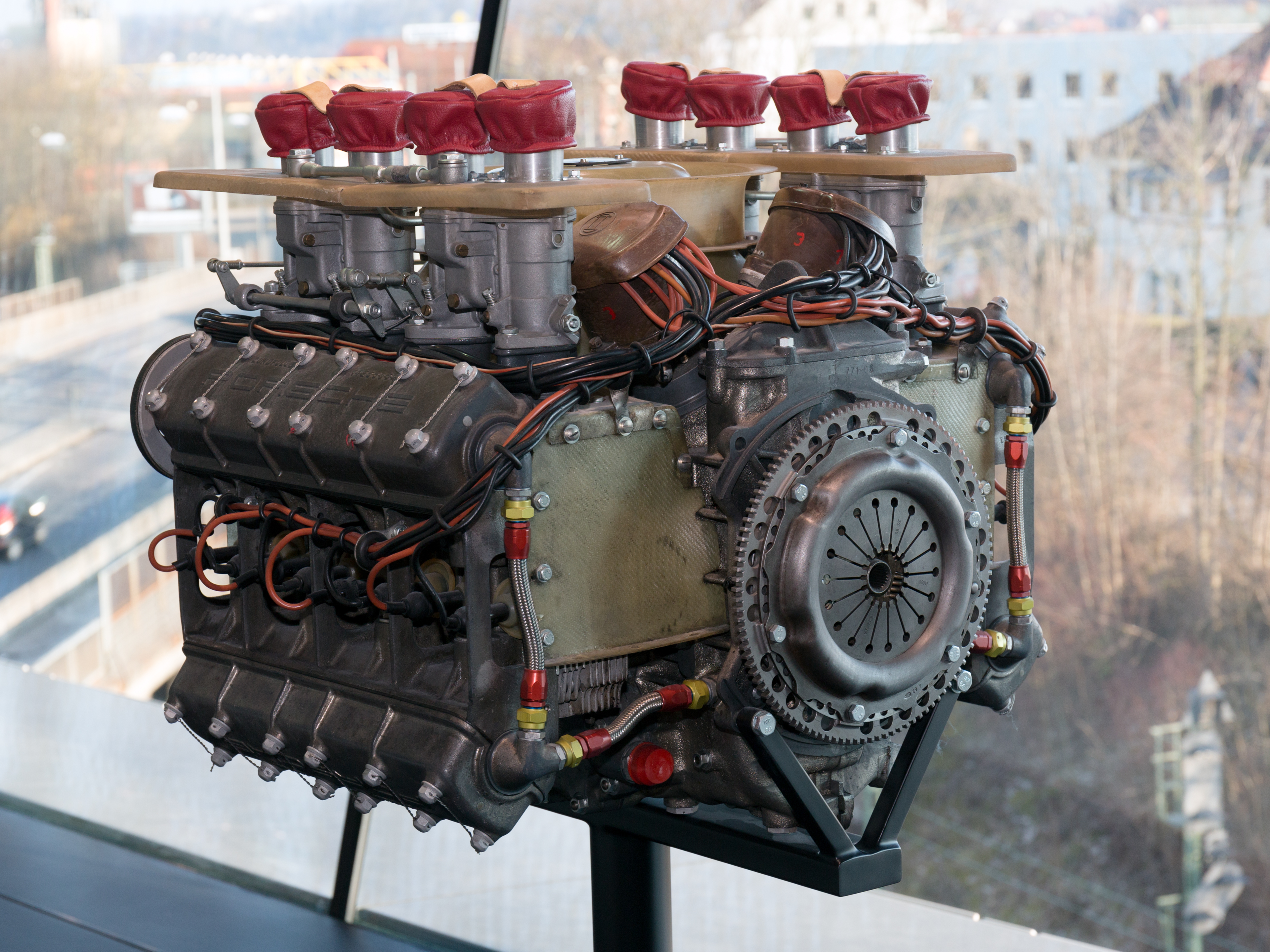
ポルシェ・771型エンジン

当初は911用の水平対向6気筒SOHCエンジンを積む予定だったが、実績と信頼性を考慮し、356の2000GS-GT（カレラ2）に搭載していた587/2型 水平対向4気筒DOHCエンジンを高回転型に変更し、リアミッドシップに搭載した。この名残としてエンジンルームには余裕がある。
1,966ccの排気量から180PS/7,200rpm、20.5kgm/5,000rpmを発生し、最高速度は260-262km/hに達する。また、消音器付きエキゾーストのロードバージョン（155馬力/6,900rpm、17.2kmg/5,000rpm）を選択することもできた。ギア比の設定はファスト・レーシング/ニュルブルクリンク/エアポート・レーシング/ヒルクライムの4種類がある。ファスト・レーシング（ル・マン仕様）での最高速値はレース用エキゾースト（セブリングタイプ）で263km/h、ロードバージョンでは250km/h。キャブレターはウェーバー製ツインチョークを基本とし、ロードバージョンにはソレックス製を装着したモデルもあった。
904/6に搭載された901/20型エンジンは、911の901/01型 1991cc 水平対向6気筒SOHCエンジンを210馬力/8,000rpm、20kgm/6,000rpmにチューンしたものである。
901/20型エンジンはその後、燃料供給をキャブレターから燃料噴射装置に変更して901/21型エンジンとなり、906、910、907で使用された。また、901/20型エンジンを改良した901/22型エンジンも製作され、911Rに搭載された。さらにレースによって開発された901/20型エンジンの技術は901/02型エンジンとして市販車に還元され、911の高性能仕様車911Sに搭載された。
904/8に搭載された771型エンジンは、1962年のF1用1.5Lエンジンをベースとした1,981cc水平対向8気筒エンジン。ル・マン24時間には1964年に2台（29、30号車）、1965年に1台（33号車）の計3台の904/8が出場したが、いずれもクラッチトラブルでリタイアしている。

### シャーシ
ポルシェの慣例とは異なりチューブラーフレームを用いず、生産性の面から箱型断面の鋼板プレス製ラダーフレームを採用した。
シートは重心移動を嫌ったこと、および車体強度メンバーの一部として用いられたため動かすことができなかった。このためステアリングコラムは可動テレスコピック式であり、ペダル類は位置を前後3段階に調節できるようになっていた。

### ボディー
エクステリアデザインはフェルディナント・アレクサンダー・ポルシェが担当し、その最初の大仕事となった。
車体製作は航空機メーカーのハインケルが担当し、FRP製の成形品をシャーシに接着する方式を採用した。空気抵抗の減少と軽量化を目指し、Cd値は0.34、車輌重量は650 kgに抑えた。全高は1,050 mm。

## レース戦績

### 1964年

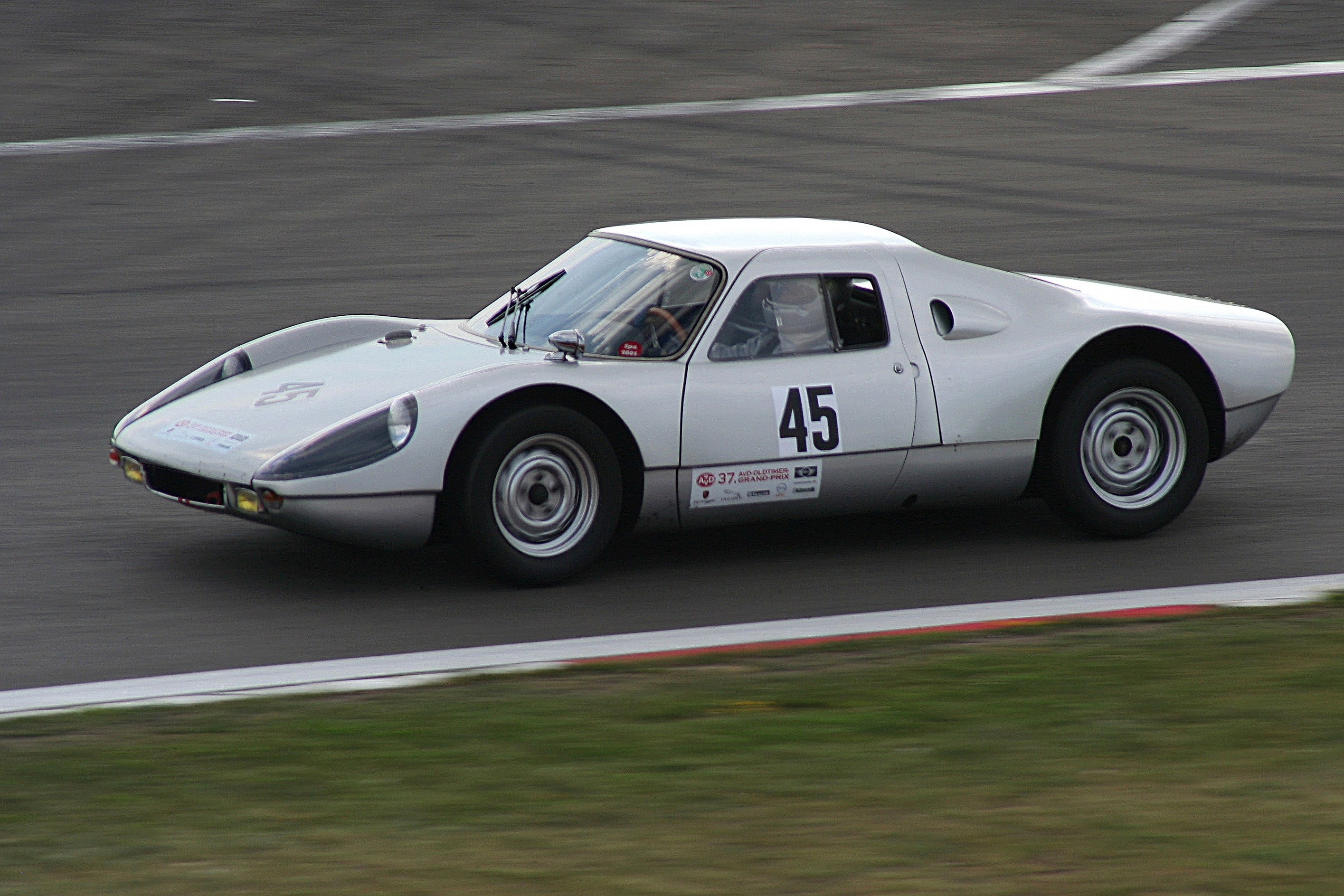

デビュー戦のセブリング12時間レースでクラス優勝。タルガ・フローリオでは総合優勝と2位。スパ500kmではクラス優勝。ル・マン24時間レースではクラス優勝、総合7位。ニュルブルクリンク1000kmではクラス優勝。国際マニュファクチャラーズ選手権GT2クラスチャンピオンを獲得した。
日本では、第2回日本グランプリGT-IIクラスで式場壮吉が優勝するも、一時はプリンス・スカイラインGTに乗る生沢徹にオーバーテイクされるという展開があった。この個体（シャシーNo.904070）は数人のオーナーを渡り歩いた後、レストアが施されて現存する。

### 1965年
904/6や904/8がワークスの主力となり、プライベーターの904がバックアップする体制となった。904/6、904/8はプロトタイプクラスからエントリーした。
タルガ・フローリオではギュンター・クラス/アントーニオ・プッチ組がGTクラス優勝した。この時ポルシェから出場した車両は全部完走し総合2-5位を占めている。
ル・マン24時間レースで出力約212PSの6気筒2リットルを搭載したプロトタイプに乗るヘルベルト・リンゲ/ペーター・ネッカー組が平均速度187.8km/hで総合4位、性能指数賞を獲得、量産車に乗るゲルハルト・コッホ/トニー・フィッシュハーバー組が平均速度181.9km/hで総合5位、クラス優勝、燃費が4.24km/リットルであったことから新たに設定されたエネルギー指数賞獲得を果たした。
前年に続いてGT2クラスチャンピオンを獲得。
ラリー・モンテカルロでオイゲン・ベーリンガーがロルフ・ヴュッターリッヒを助手とし2位入賞した。